# Lienardia falsaria
Lienardia falsaria é uma espécie de gastrópode do gênero Lienardia, pertencente a família Clathurellidae.